# Sailly-sur-la-Lys
Sailly-sur-la-Lys är en kommun i departementet Pas-de-Calais i regionen Hauts-de-France i norra Frankrike. Kommunen ligger i kantonen Laventie som tillhör arrondissementet Béthune. År 2022 hade Sailly-sur-la-Lys 3 932 invånare.

## Befolkningsutveckling
Antalet invånare i kommunen Sailly-sur-la-Lys
| Referens: INSEE |